# Кирил Филеот
Свети Кирил Филеот (1015-.1111.) је хришћански светитељ из 12. века.
Био је пореклом из Тракије, из села Филеа, које је припадало дерконској епархији. Крштен је као дете са именом Киријак. Родитељи су му били побожни, и он је још као дете изучавао свете књиге. 
У младости је примио чин чтеца од месног епископа. И од тада се посветио Цркви: читао је свете књиге, певао псалме, молио се Богу, правио многа метанија, својим молитвеним тиховањем исправљао је немир у души; на Светој литургији стајао је са дубоком побожношћу
Преподобни Киријак је саградио у своме дому једну малу келију, толику да може у њој правити метаније и молити се.  У њој провео много година молитвено тихујући, постећи се, појући псалме, и непрекидно се молећи. 
Пре но што је постао монах, преподобни Киријак је у великој мери поседовао самоукоревање, кротост, преношење свих брига на Господа и љубав према људима.
Имао је млађег брата Михаила, који је био неипсмен, али веома богопросвећен, трудољубив, милостив, братољубив, повучен, богољубив, целомудрен, чисте душе.  Поставши монах са именом Матеј, брат преподобнога обновио је стару цркву у близини њиховог села и претворио је у манастир и скупио у њему братство. Преподобни Киријак, сам строг подвижник, често је долазио у манастир и поучавао братију, а касније и само остао у манастиру. Тамо се замонашио добивши име Кирило, и живео са братом и монасима у манастиру.
У оно време Скити завладаше Тракијом, и многи се од опасности склонише у утврђења. Преподобни Кирил се повукао у један манастир на Црном Мору, где су га примили с радошћу. 
У својој деведесетој години тешко се разболео. Цар, који је и до тада ради духовних поука посећивао преподобнога, чуо за његову болест, отишао је са целом својом породицом да га посети. У разговору преподобни изрече пророштво цару да ће однети победу над агарјанима, што се касније и збило. 
Умро је у 96ој години. Сахрањен је 2. децембра 1111. године.
Православна црква прославља светог Кирила 2.(15) децембра.